# Orfan receptor
Orfan receptor je receptor koji ima sličnu strukturu sa drugim identifikovanim receptorima, ali čiji endogeni ligand nije još bio identifikovan. Ako je ligand jednog orfan receptora kasnije otkriven, receptor se naziva "usvojeni orfan".

## Primeri
Primeri orfan receptora su mnogobrojni kod G protein-spregnutih (GPCR) i nuklearnih receptorskih familija. GPCR orfan receptorima su obično data imena koja počinju sa "GPR", čemu sledi broj, na primer GPR1. Primeri usvojenih orfan receptora iz grupe nuklearnih receptora su farnezoid X receptor (FXR), jetreni X receptor (LXR), i peroksizom proliferatorom-aktivirani receptor (PPAR). Još jedan primer orfan receptora je mesto PCP vezivanja na NMDA receptoru. To je mesto na kome rekreaciona droga PCP dejstvuje, ali je endogeni ligand ovog mesta nepoznat.

## Otkriće
Istoriski, receptori su bili otkriveni koristeći ligande da "lov" na njihove receptore. Otuda po definiciji, ti receptori nisu bili orfani. Međutim, sa razvojem modernih molekularno bioloških tehnika poput testiranja cDNA biblioteka, postalo je mogu]e da se identifikuju srodni receptori na osnovu sličnosti sekvenci sa poznatim receptorima bez poznavanja njihovih liganda.

## Literatura
1. ↑  Levoye A, Dam J, Ayoub MA, Guillaume JL, Jockers R (2006). „Do orphan G-protein-coupled receptors have ligand-independent functions? New insights from receptor heterodimers”. EMBO Rep. 7 (11): 1094—8. PMC 1679777 . PMID 17077864. doi:10.1038/sj.embor.7400838.
2. ↑  Civelli O, Saito Y, Wang Z, Nothacker HP, Reinscheid RK (2006). „Orphan GPCRs and their ligands”. Pharmacol Ther. 110 (3): 525—32. PMID 16289308. doi:10.1016/j.pharmthera.2005.10.001.
3. ↑  Wise A, Jupe SC, Rees S (2004). „The identification of ligands at orphan G-protein coupled receptors.”. Annu Rev Pharmacol Toxicol. 44 (February): 43—66. PMID 14744238. doi:10.1146/annurev.pharmtox.44.101802.121419.
4. ↑  Giguère V (1999). „Orphan nuclear receptors: from gene to function”. Endocr. Rev. 20 (5): 689—725. PMID 10529899. doi:10.1210/er.20.5.689.
5. ↑  Benoit G, Cooney A, Giguere V, Ingraham H, Lazar M, Muscat G, Perlmann T, Renaud JP, Schwabe J, Sladek F, Tsai MJ, Laudet V (2006). „International Union of Pharmacology. LXVI. Orphan nuclear receptors”. Pharmacol Rev. 58 (4): 798—836. PMID 17132856. doi:10.1124/pr.58.4.10.
6. ↑  Shi Y (2007). „Orphan nuclear receptors in drug discovery”. Drug Discov. Today. 12 (11-12): 440—5. PMC 2748783 . PMID 17532527. doi:10.1016/j.drudis.2007.04.006.

## Dodatna literatura
- „Class A Orphans GPCRs”. IUPHAR Database. International Union of Pharmacology. Архивирано из оригинала 11. 05. 2008. г.
- „Class B Orphans GPCRs”. IUPHAR Database. International Union of Pharmacology. Архивирано из оригинала 11. 05. 2008. г.
- „Class C Orphans GPCRs”. IUPHAR Database. International Union of Pharmacology. Архивирано из оригинала 11. 05. 2008. г.